# Сан-Амаро
Сан-Амаро (гал. San Amaro, ісп. San Amaro) — муніципалітет в Іспанії, у складі автономної спільноти Галісія, у провінції Оренсе. Населення — 1289 осіб (2009).
Муніципалітет розташований на відстані близько 430 км на північний захід від Мадрида, 17 км на захід від Оренсе.
Муніципалітет складається з таких паррокій: Анльйо, О-Барон, Беаріс, Ейрас, Грішоа, Лас, Навіо, Саламонде.

## Демографія
Динаміка населення (INE ):

## Галерея зображень

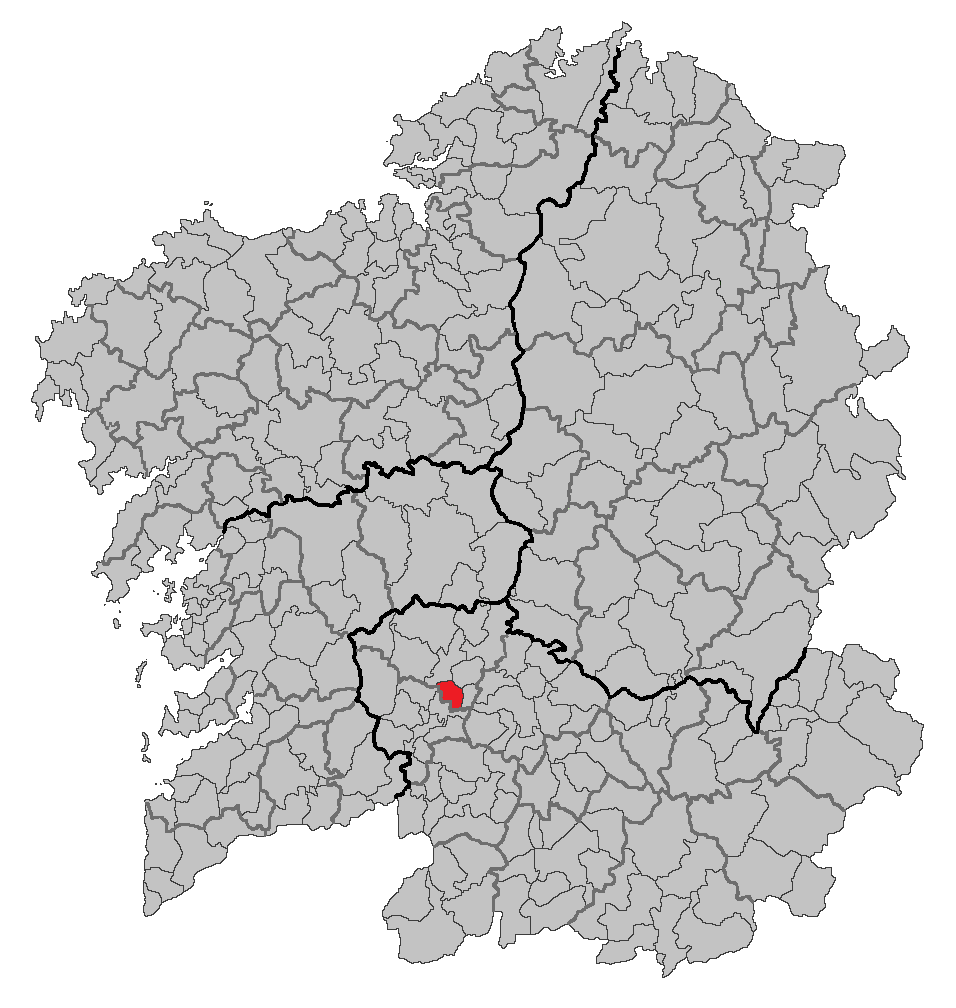
Розташування муніципалітету